# Paruline de Delattre
Basileuterus delattrii
Espèce
Répartition géographique
Statut de conservation UICN

 LC  : Préoccupation mineure
La Paruline de Delattre (Basileuterus delattrii) est une espèce de passereaux de la famille des Parulidae.
Son nom est dédié à l'ornithologue Adolphe Delattre (1805-1854).

## Répartition et sous-espèces
Selon la classification de référence du Congrès ornithologique international (15.1, 2025) :
- B. d. delattri Bonaparte, 1854 — du sud du Guatemala au Costa Rica ;
- B. d. mesochrysus Sclater, 1860 — sud du Costa Rica et Panama, nord de la Colombie ;
- B. d. actuosus Wetmore, 1957 — île Coiba.